# Anould
Anould là một xã, nằm ở tỉnh Vosges trong vùng Grand Est của Pháp. Xã này có diện tích 24,23 kilômét vuông, dân số năm 2006 là 3027 người. Xã này nằm ở khu vực có độ cao trung bình 455 m trên mực nước biển.
Dân địa phương tiếng Pháp gọi là Aulnois.

## Biến động dân số
| 1962                                         | 1968 | 1975 | 1982 | 1990 | 1999 | 2006 |
| -------------------------------------------- | ---- | ---- | ---- | ---- | ---- | ---- |
| 2457                                         | 2642 | 2700 | 2885 | 2960 | 2992 | 3027 |
| Số liệu từ năm 1962: Dân số không tính trùng |      |      |      |      |      |      |